# Carrie Mae Weems
Carrie Mae Weems (Portland, 20 de abril de 1953) es una artista estadounidense que trabaja con el texto, el tejido, el audio, la imagen digital, y el videoinstalación, y es muy conocida por su trabajo dentro del campo de la fotografía.
Sus fotografías, películas y vídeos se han mostrado en cerca de 50 exposiciones en los Estados Unidos, además de en el extranjero, y han sido foco de asuntos relacionados con la población afroestadounidense afrontando temas tan serios en la actualidad como son el racismo, las relaciones de género, la política, y la identidad personal. Ella misma dice, "Dejadme decir que mi preocupación primaria en el arte, así como dentro de la política, esta relacionado con el estado y el lugar de los afroestadounidenses en nuestro país." Más recientemente aun así,  expresó que  “la experiencia Negra no es realmente lo principal; lo son más bien su complejo, la dimensión, la experiencia humana y la inclusión social... Ese es el punto real.”

## Educación y primeros años
Weems nació en Portland, Oregón, en 1953, la segunda de siete hermanos de Myrlie y Carrie Weems. A la edad de 16 años dio a luz a su primer y único hijo, una hija llamada Faith C. Weems. Ese mismo año, se muda de casa de su padre y se traslada a San Francisco para estudiar baile moderno con Anna Halprin en un taller que Halprin había comenzado con varios bailarines, junto con artistas, también, como John Cage o Robert Morris.  Decide continuar sus estudios de arte y asiste al Instituto de California de las Artes, Valencia, y se gradúa con 28 años con un Grado en Bellas Artes. Recibe un Master en Bellas Artes de la Universidad de California en San Diego. Weems también ha participado dentro del programa de licenciatura sobre folclore en la Universidad de California, Berkeley.
En su juventud, Carrie Mae Weems fue activa políticamente dentro del movimiento obrero como organizando distintos sindicatos. 
Su primera cámara fotográfica, regalo de cumpleaños de su por aquel entonces compañero, tuvo un uso para ella más laboral que artístico. Encontró inspiración para dedicarse a la fotografía sólo después de tomar parte en The Black Photography Annual, un libro de imágenes realizadas por fotógrafos afroamericanos entre los que se encuentran Shawn Walker, Beuford Smith, Anthony Barboza, Ming Smith, Adger Cowans, y Roy DeCarava. Esto le hizo trasladarse a la ciudad de Nueva York y al Studio Museum de Harlem, donde comenzó a conocer a otros artistas y fotógrafos como Frank Stewart y Coreen Simpson, conformando entre todos una comunidad. En 1976, Weems formó parte de una clase de fotografía en el Studio Museum instruida por Dawoud Bey. Regresó a San Francisco, pero viviendo entre costa y costa y estando a su vez bastante implicada con el Studio Museum y la comunidad de fotógrafos de Nueva York.

## Carrera y trabajo
En 1983, Carrie Mae Weems completó su primera colección de fotografías, textos y palabra hablada, Family Pictures and Stories. Estas fotografías contaban la historia de su familia y ha comentado sobre el proyecto que intentó explorar el movimiento de las familias negras en su peregrinación del sur al norte, utilizando su familia como modelo para desarrollar este tema tan amplio.
Su siguiente serie, Ain´t Jokin', la completó en 1988. En esta serie se centró en los chistes raciales y en la asimilación del racismo. Otra serie llamada American Icons, completada en 1989, se centraba también en el racismo. Weems ha dicho que durante la década de los 80 dio la espalda al género de la fotografía documental, creando representaciones que parecían ser documentos pero que eran en realidad escenificaciones en las que incorporó, además de textos, diferentes imágenes, dípticos y trípticos, construyendo de esta manera distintas narrativas.
Los asuntos de género fueron el siguiente punto de interés dentro de su obra. Fue el tema principal de una de su más conocidas colecciones llamada The Kitchen Table que finalizó en 1990. Sobre The Kitchen Table y Family Pictures and Stories, Weems ha dicho que utiliza su propia imagen como vehículo para cuestionar ideas sobre la función de la tradición, la naturaleza de la familia, la monogamia, la poligamia, las relaciones entre hombres y mujeres y entre mujeres y sus niños, y entre mujeres y otras mujeres—enfatizando en los problemas críticos y sus posibles soluciones.

Ha expresado recelo y preocupación sobre la exclusión de imágenes de la comunidad negra, particularmente de mujeres negras, en los medios de comunicación populares, y uno de sus objetivos es el de representar estos temas excluidos y hablar de su propia experiencia a través de su trabajo. Weems también ha dicho sobre el conjunto de temas e inspiraciones de su trabajo, que:
"...Desde el principio, he estado interesada en la idea de poder y sus consecuencias; las relaciones están hechas y articuladas a través del poder. Otra cosa en la que estoy interesada sobre mis primeros trabajos es que incluso aunque he estado comprometida con la idea de la autobiografía, otras ideas han sido más importantes para mi como la función de lo narrativo, el humor a nivel social, la deconstrucción del documental, la construcción de la historia, el uso del texto, el storytelling, la performance, y la función de la memoria ha sido más importante en mi desarrollo que la autobiografía."
Otras series creadas por Weems son Sea Island Series (1991-92), Africa Series (1993), From Here I Saw What Happened and I Cried (1995-96), Who What When Where (1998), Ritual & Revolution (1998), Louisiana Project (2003), Roaming (2006), y la Museum Series, el cual empezó en 2007.
En sus casi carrera de 30 años, Carrie Mae Weems ha ganado numerosos premios. Ha sido nombrada Photographer of the Year por The Friends of Photography. En 2005, se le otorgó The Distinguished Photographer's Award en reconocimiento de sus contribuciones significativas al mundo de la fotografía. Su talento también ha sido reconocido por numerosas universidades, incluyendo la Universidad de Harvard y el Wellesley College, con becas de investigación, residencias de artista y con visitas como profesora. Enseñó fotografía en el Hampshire College a finales de los 80. Le fue otorgado una beca de investigación MacArthur en 2013. En 2015, Weems fue nombrada socia de la Fundación Ford. En septiembre de 2015, el Hutchins Center for African & African American Research le otorgó la W. E. B. Du Bois Medal.
La primera retrospectiva de su trabajo se inauguró en septiembre de 2012 en el Frist Center for the Visual Arts en Nashville, Tennessee, como parte de la exposición Carrie Mae Weems: Three Decades of Photography and Video. Comisariado por Katie Delmez, la exposición duró hasta enero de 2013 y más tarde se itineró al Portland Art Museum, Cleveland Museum of Art y al Cantor Center for Visual Arts. Otra retrospectiva, mostrando sus 30 años de carrera, se inauguró en enero de 2014 en el Museo Solomon R. Guggenheim en Nueva York. El trabajo de Weems regresó al Frist Center en octubre de 2013 como parte de la muestra 30 Americans, junto a más artistas negros entre los que se encontraban Jean-Michel Basquiat o Kehinde Wiley.
A raíz de la exposición se publicó un libro de imágenes a todo color por la editorial de la Universidad de Yale en octubre de 2012. El libro ofrece una completa visión general de su carrera e incluye una colección de ensayos de reconocidas personalidades y eruditos, además de casi 200 de sus trabajos. El libro está actualmente descatalogado.
Weems vive en la actualidad entre Brooklyn y Syracuse, Nueva York, con su marido Jeffrey Hoone.